# Договор между Российской Федерацией и Украиной о сотрудничестве в использовании Азовского моря и Керченского пролива
Договор между Российской Федерацией и Украиной о сотрудничестве в использовании Азовского моря и Керченского пролива (укр. Договір між Україною та Російською Федерацією про співробітництво у використанні Азовського моря і Керченської протоки) —  двухсторонний международный международный договор между Российской Федерацией и Украиной, определивший статус Азовского моря и Керченского пролива. 
Договор был подписан в Керчи 24 декабря 2003 года российским президентом Владимиром Путиным и президентом Украины Леонидом Кучмой. Соглашение вступило в силу 23 апреля 2004 года. 
Договор был подписан вскоре после конфликта вокруг Тузлы с целью недопустить дальнейшей эскалации российско-украинских отношений. Однако хотя в мае 2004 года между Украиной и Россией было достигнуто соглашение про поэтапную делимитацию Азовского моря и Керченского пролива, в последующие годы этого так и не случилось. 
После аннексии Крыма в 2014 году Россия заявила, что Керченский пролив теперь является «внутренними водами России». В Азовском море между Украиной и Россией началось противостояние. В 2018 году после того, как российские силы открыли огонь по украинским военным катерам, в Верховную Раду Украины вносился закон о разрыве договора по Азовскому морю,  однако тогда это сделано не было.  
24 февраля 2023 года в первую годовщину полномасштабного российского вторжения Верховная Рада денонсировала  договор с Россией о сотрудничестве в Азовском море, поскольку «он утратил смысл». В июне 2023 года этот Договор  денонсировала и Госдума РФ. Россия заявила, что после аннексии ДНР, ЛНР, Запорожской и Херсонской областей Украина «потеряла статус прибрежного государства» относительно акваторий Азовского моря и Керченского пролива. 

## Содержание договора
Договор содержал 5 статей, согласно которым:
- Азовское море и Керченский пролив объявлялись «исторически внутренними водами России и Украины»;
- Азовское море разграничивается линией государственной границы в соответствии с соглашением;
- Торговые суда и военные корабли, а также другие государственные суда под флагом РФ или Украины, эксплуатируемые в некоммерческих целях, пользуются свободой судоходства;
- Военные корабли и иные суда третьих стран могут проходить через Керченский пролив и заходить в Азовское море, если они совершают визит или деловой заход в порт одной из сторон договора по ее приглашению или разрешению, согласованному с другой стороной;
- Споры между сторонами, связанные с толкованием и применением договора, разрешаются путём консультаций и переговоров, а также иными мирными средствами.